# Hanns König (SA-Mitglied)

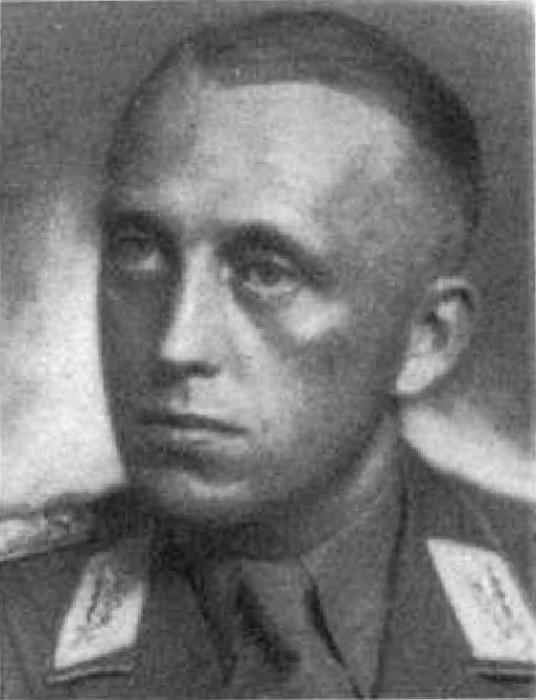
Hanns König

Johann Karl Aron "Hanns" König (* 8. August 1904 in Nürnberg; † 5. Februar 1939 ebenda) war ein deutscher SA-Oberführer, Adjutant von Gauleiter Julius Streicher sowie Mitglied des Reichstags.

## Werdegang
König war nach dem Besuch der Mittelschule als Käseausfahrer, Bankangestellter und Kaufmann tätig. Er war Mitglied der NSDAP und des Wehrverbandes Reichsflagge und trat nach der Neugründung der NSDAP dieser erneut zum 5. August 1925 bei (Mitgliedsnummer 13.082). Ebenfalls 1925 wurde er Mitglied der SA. Von 1928 bis 1930 war er der Fahrer von Gauleiter Julius Streicher, dessen Adjutant er anschließend wurde. Von April 1933 bis zum 1. Oktober 1935 war er Stadtrat in Nürnberg. Direkt danach wurde er dort Ratsherr und blieb dies bis zu seinem Tod. Er war Pfleger für die Städtischen Theater und Leiter des Stabes des fränkischen Gauleiters Streicher. König gehörte ab November 1933 für den Wahlkreis 26 – Franken – dem Reichstag an. Am 20. April 1936 wurde er zum SA-Oberführer ernannt. Er verübte am 5. Februar 1939 Suizid. König soll sich im Rahmen der Korruptionsaffäre um Julius Streicher erschossen haben.